# هرمینا پیپینیچ
هرمینا پیپینیچ (کرواتی: Hermina Pipinić؛ ۱ مهٔ ۱۹۲۸ – ۱۹ دسامبر ۲۰۲۰) بازیگر بود.